# Photographic Society of America
Photographic Society of America (PSA) – światowa organizacja non-profit skupiająca fotografów profesjonalistów i amatorów. 
Stowarzyszenie PSA zostało założone w 1934 roku. Skupia członków z 60 krajów świata, w tym Polaków. Celem organizacji jest promocja fotografii jako sztuki i nauki we wszystkich jej aspektach, poprzez działalność indywidualnych członków, zrzeszonych klubów i innych organizacji fotograficznych, poprzez badania naukowe i upowszechnianie wiedzy fotograficznej, poprzez promocję fotografii na salonach i wystawach. 
PSA organizuje corocznie kilkadziesiąt konkursów, odbywających się na całym świecie. Wydaje miesięcznik „PSA Journal”. Oficerem łącznikowym PSA w Polsce jest Marcin Bawiec (Artiste FIAP, Excellence FIAP) – członek Wojnickiego Towarzystwa Fotograficznego Fotum.